# 维拉尔勒塞克
维拉尔勒塞克（法語：Villars-le-Sec，法語發音：[vilaʁ lə sɛk]）是法国勃艮第-弗朗什-孔泰大区贝尔福地区省的一个市镇，属于贝尔福区。

## 地理
维拉尔勒塞克（47°27'18"N, 6°59'29"E）面积3.05 平方千米，位于法国勃艮第-弗朗什-孔泰大區贝尔福地区省，该省份为法国东北部内陆省份，东临上莱茵省，北起孚日省，西接上索恩省，南与杜省和瑞士接壤。
与维拉尔勒塞克接壤的市镇（或旧市镇、城区）包括：下阿萊訥、邦庫爾、比尔、克鲁瓦、圣迪济耶莱韦克。

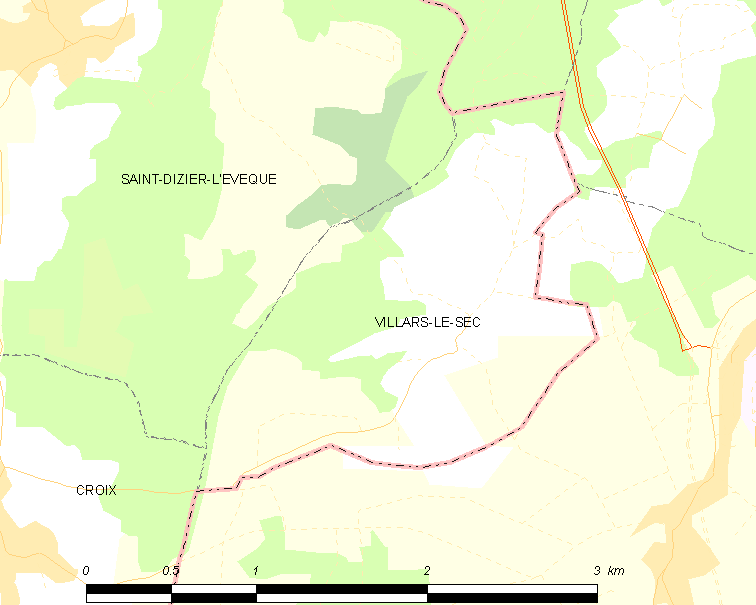
维拉尔勒塞克的OSM定位图

维拉尔勒塞克的时区为UTC+01:00、UTC+02:00（夏令时）。

## 行政
维拉尔勒塞克的邮政编码为90100，INSEE市镇编码为90105。

## 政治
维拉尔勒塞克所属的省级选区为代勒县。

## 人口

1962-2008年间维拉尔勒塞克人口变化图示

维拉尔勒塞克于2022年1月1日时的人口数量为178人。